# Angústia do caiaque
A angústia do caiaque (em dinamarquês:  kajaksvimmelhed "tontura de caiaque" ou kajakangst, em groenlandês/gronelandês:  nangiarneq) ou nangierneq (línguas inuítes) é uma condição semelhante a um ataque de pânico que historicamente tem sido associada aos inuítes da Gronelândia. Foi descrito especificamente como um episódio de intensa ansiedade entre caçadores de focas que pescam em barcos individuais. Também foi associado aos Inuit Igloolik do norte do Canadá, que sofrem de alucinações selvagens de espíritos míticos, incluindo visões de um "arminho marinho".

## História
A angústia do caiaque, também conhecida como nangierneq na língua inuit, é descrita desde a década de 1960 e foi inicialmente notada como um problema enfrentado por caçadores sozinhos num mar ou lago calmo, especialmente com o sol diretamente acima ou brilhando diretamente nos seus olhos. Os episódios geralmente ocorrem em condições de neblina ou céu nublado, pois o céu é refletido na superfície da água parada e espelhada, dificultando a distinção do horizonte e a distinção entre cima e baixo. Em outras circunstâncias, vários caçadores observados em estudos iniciais também relataram ser igualmente afetados em condições climáticas adversas, como tempestades ou ventos.
"Caçador de caiaque" no dialeto da Gronelândia Oriental é sinónimo de "homem" e era considerado um teste médico e físico rigoroso, mas procurado, das habilidades de alguém; estima-se que a angústia do caiaque seja vivenciada por cerca de 10 a 20% destes caçadores de focas, embora não tenha causa ou cura comprovadas. As especulações sobre o motivo do desenvolvimento da condição variam muito, desde um possível defeito hereditário entre o povo da Gronelândia até uma forma de síndrome de stresse pós-traumático causada pelos constantes desafios de vida ou morte envolvidos na caça de focas a solo. Nenhum raciocínio satisfatório a partir de ideias tão díspares foi alcançado na comunidade de investigação.

## Sintomas
Perda de direção, sentimentos de desamparo e responsividade psicofisiológica são características da angústia do caiaque. Uma sensação de frio vindo de baixo pode fazer com que o caiaque sinta como se o barco estivesse enchendo-se de água. O caçador solitário também pode sentir-se dominado por um medo intenso de afogamento, embora tenha sido relatado que este efeito particular pode ser diminuído ao ver outro caçador ou ao retornar à terra. Os comportamentos de evitação (ou seja, tornar-se relutante em participar em futuras expedições de caça) provavelmente manifestar-se-ão em expedições de caça subsequentes antes que este comportamento transite para uma incapacidade total de caça a longo prazo. Também foi levantada a hipótese de que os doentes podem estar predispostos a outras condições, como a tontura da montanha, e a sua resistência a tais aflições relacionadas fica um pouco diminuída após um surto de angústia do caiaque.
Relata-se que a maneira mais eficaz para um caçador solitário de focas quebrar os efeitos da angústia do caiaque é continuar a remar vigorosa e intensamente; isto pode ser iniciado primeiro balançando o barco e depois trabalhando em direção a impulsos mais fortes. Aqueles que sobreviveram concordam que é muito mais benéfico mover-se do que permanecer parado quando se está aflito.
Com as mudanças modernas nas tradições e expectativas culturais nos rituais de caça dos Inuit, acredita-se que esta condição específica provavelmente tornou-se muito menos comum do que em anos anteriores. Devido à especificidade da sua caracterização, a angústia do caiaque pode ser considerada um exemplo de uma síndrome ligada à cultura. Alguns argumentam que a angústia do caiaque é um exemplo do que hoje seria denominado transtorno de pânico com agorafobia.